# Maxi Oyedele
Maximilian Rotimi Oyedele, detto Maxi (Salford, 7 novembre 2004), è un calciatore polacco, centrocampista dello Strasburgo e della nazionale polacca.

## Biografia
Nato in Inghilterra, sua madre è polacca mentre suo padre è nigeriano.

## Caratteristiche tecniche
Di ruolo centrocampista, è abile nel dribbling e nel recuperare palloni.

## Carriera

### Club
Oyedele è cresciuto nel settore giovanile del Manchester Utd, che lo ha acquistato nel 2012 dal Burnley. Nel gennaio del 2023 è passato in prestito all'Altrincham, club di National League, la quinta divisione inglese, in cui mette a segno 4 reti in 12 partite giocate.
Dopo essere rientrato nelle giovanili dei Red Devils, nel gennaio del 2024 è stato ceduto, sempre in prestito, ai Forest Green, club di Football League Two (quarta divisione inglese), con cui nella seconda metà della stagione ha giocato 4 partite senza mai segnare.
Il 22 agosto 2024 è stato acquistato a titolo definitivo dal Legia Varsavia, club della prima divisione polacca, con il quale fa anche il suo esordio nelle competizioni UEFA per club, in Conference League (in particolare l'esordio avviene il 3 ottobre 2024, quando gioca da titolare nella sfida vinta per 1-0 in casa contro gli spagnoli del Betis).

### Nazionale
Ha giocato nelle nazionali giovanili polacche Under-18, Under-19, Under-20 ed Under-21.
Il 30 settembre 2024 viene convocato per la prima volta dalla nazionale maggiore polacca, con cui esordisce il 12 ottobre seguente nell'incontro di UEFA Nations League perso in casa contro il Portogallo (1-3).

## Statistiche

### Presenze e reti nei club
Statistiche aggiornate al 30 giugno 2025.
| Stagione        | Squadra         | Campionato      | Campionato | Campionato | Coppe nazionali | Coppe nazionali | Coppe nazionali | Coppe continentali | Coppe continentali | Coppe continentali | Altre coppe | Altre coppe | Altre coppe | Totale | Totale | Totale |
| Stagione        | Squadra         | Comp            | Pres       | Reti       | Comp            | Pres            | Reti            | Comp               | Pres               | Reti               | Comp        | Pres        | Reti        | Pres   | Reti   |        |
| --------------- | --------------- | --------------- | ---------- | ---------- | --------------- | --------------- | --------------- | ------------------ | ------------------ | ------------------ | ----------- | ----------- | ----------- | ------ | ------ | ------ |
| gen.-giu. 2023  | Altrincham      | NAT             | 12         | 4          | FACup           | 0               | 0               | -                  | -                  | -                  | FAT         | 3           | 0           | 15     | 4      |        |
| gen.-giu. 2024  | Forest Green    | FL2             | 4          | 0          | FACup+CdL       | 0               | 0               | -                  | -                  | -                  | FLT         | 0           | 0           | 4      | 0      |        |
| 2024-2025       | Legia Varsavia  | EK              | 16         | 0          | CP              | 3               | 0               | UECL               | 5                  | 0                  | -           | -           | -           | 24     | 0      |        |
| Totale carriera | Totale carriera | Totale carriera | 32         | 4          |                 | 3               | 0               |                    | 5                  | 0                  |             | 3           | 0           | 43     | 4      |        |

### Cronologia presenze e reti in nazionale
| Cronologia completa delle presenze e delle reti in nazionale ― Polonia | Cronologia completa delle presenze e delle reti in nazionale ― Polonia | Cronologia completa delle presenze e delle reti in nazionale ― Polonia | Cronologia completa delle presenze e delle reti in nazionale ― Polonia | Cronologia completa delle presenze e delle reti in nazionale ― Polonia | Cronologia completa delle presenze e delle reti in nazionale ― Polonia | Cronologia completa delle presenze e delle reti in nazionale ― Polonia | Cronologia completa delle presenze e delle reti in nazionale ― Polonia |
| Data                                                                   | Città                                                                  | In casa                                                                | Risultato                                                              | Ospiti                                                                 | Competizione                                                           | Reti                                                                   | Note                                                                   |
| ---------------------------------------------------------------------- | ---------------------------------------------------------------------- | ---------------------------------------------------------------------- | ---------------------------------------------------------------------- | ---------------------------------------------------------------------- | ---------------------------------------------------------------------- | ---------------------------------------------------------------------- | ---------------------------------------------------------------------- |
| 12-10-2024                                                             | Varsavia                                                               | Polonia                                                                | 1 – 3                                                                  | Portogallo                                                             | UEFA Nations League 2024-2025 - 1º turno                               | -                                                                      |                                                                        |
| 15-10-2024                                                             | Varsavia                                                               | Polonia                                                                | 3 – 3                                                                  | Croazia                                                                | UEFA Nations League 2024-2025 - 1º turno                               | -                                                                      | 62’                                                                    |
| Totale                                                                 |                                                                        | Presenze                                                               | 2                                                                      |                                                                        | Reti                                                                   | 0                                                                      |                                                                        |

## Palmarès

### Club

#### Competizioni giovanili
- FA Youth Cup: 1

Manchester United: 2021-2022

#### Competizioni nazionali
- Coppa di Polonia: 1

Legia Varsavia: 2024-2025